# Naglestad
Naglestad ist ein Ort in Südnorwegen und Teil der Kommune Hægebostad im Fylke Agder.
Das Dorf besteht aus einer Ansiedlung von einigen Häusern und Bauernhöfen. Hier leben ca. 50 Einwohner. Im Umfeld des Dorfes befinden sich zahlreiche Seen (z. B. Bjenavatn, Lokavatn), an deren Ufern viele Wochenend- und Ferienhütten gebaut wurden. Des Weiteren gibt es in Naglestad ein Skicenter mit einem Alpinhang mit Lift so wie einer beleuchteten Ski-Langlaufloipe. Zum nächsten Ort mit Einkaufsmöglichkeiten (Birkeland) sind es etwa 8 km. Genau unter Naglestad verläuft der Hægebostadtunnelen, einer der längsten Eisenbahntunnel in Norwegen.
Koordinaten: 58° 21′ N, 7° 17′ O